# Samantha Kinghorn
Samantha Kinghorn (6 de enero de 1996, Gordon, Escocia) es una campeona del mundo escocesa de carreras en silla de ruedas.

## Biografía
En diciembre de 2010, Kinghorn en un accidente en la granja de su familia ayudando a limpiar la nieve fue aplastada por esta y rompió su médula espinal. Tras una cirugía de emergencia, pasó cinco meses en el hospital. La lesión en la columna la dejó paralizada de cintura para abajo. Desde entonces ha tenido que usar una silla de ruedas para moverse. Mientras estaba en la Unidad de Lesiones Espinales del Southern General Hospital, su fisioterapeuta la llevó al estadio Stoke Mandeville para participar en los Juegos Inter WheelPower, donde pudo probar una variedad de deportes en silla de ruedas, lo que la llevó a comenzar las carreras en silla de ruedas. Ella dijo:
Pensé que estaría en una cama para siempre. Entonces, sentarme en una silla de ruedas fue increíble. Sé que suena extraño, pero estaba muy feliz. “Entonces encontrar que realmente podría competir en el deporte en mi silla de ruedas ha sido increíble. El deporte me ha ayudado mucho, me ha ayudado a aceptarlo realmente.

## Carrera de atletismo
Kinghorn es parte del club deportivo de Glasgow Red Star, donde entrena con Ian Mirfin MBE. Está clasificada como paratleta T53. Sammi es corredora británica en silla de ruedas más rápida de la historia, independientemente de su clasificación en 100, 200, 400 y 800 metros.

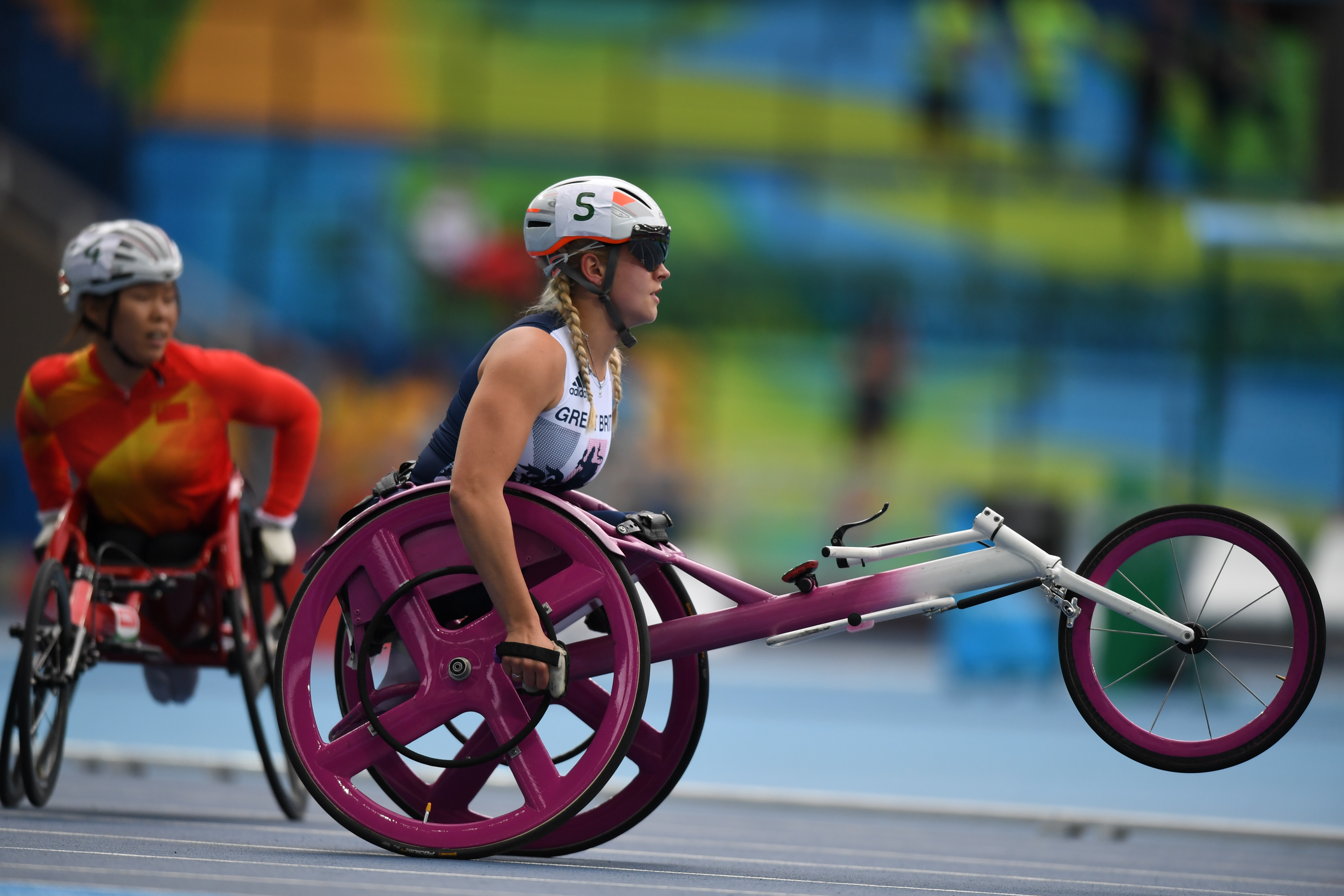
Samantha Kinghorn en los Juegos Paralímpicos de Verano de 2016, T53 100 metros de velocidad, donde terminó quinta.

La primera carrera de Kinghorn fue la Mini Maratón de Londres de 2012, donde quedó en segundo lugar. Desde entonces, ha ganado muchas medallas en competiciones nacionales y ha establecido récords escoceses en los 100 y 200 metros. En 2013, Kinghorn fue uno de los primeros competidores en ser incluido en el equipo de Escocia para los Juegos de la Commonwealth de 2014 en Glasgow. Fue elegida para ser embajadora atleta de Harper Macleod y se realizó un cortometraje promocional sobre sus preparativos para los Juegos. En la preparación para los Juegos, Kinghorn fue nombrada Atleta Discapacitado del Año de Glasgow. En los Juegos de la Commonwealth participó en el T54 1500m, y después de clasificar tercera en su serie, quedó quinta en la final.
Kinghorn representó al equipo GB en el Campeonato de Europa IPC 2014 en Swansea, donde ganó la primera medalla de oro de Gran Bretaña en los 400 metros femeninos T53 y ganó más oros en 100 y 800 metros .
Kinghorn compitió por el equipo GB en los Juegos Paralímpicos de 2016 en Río de Janeiro . Se colocó en quinto y sexto lugar en los eventos T53 de 100 my 400 m, pero fue descalificada en los 400 m
Kinghorn logró un doble de sprint en el 2017 World Para Athletics Championships al ganar los 100 y 200 metros.
En 2017 debutará en la distancia de maratón en un intento por clasificar para los Juegos de la Commonwealth de 2018
A finales de junio de 2021 estaba en Manchester para el Campeonato Atlético Británico, donde fue segunda en una carrera en silla de ruedas de 400 metros de clasificación mixta detrás de Hannah Cockcroft y con Mel Woods en tercer lugar.
En 2022 fue nombrada miembro de la Orden del Imperio Británico (MBE) y en 2025 fue ascendida a oficial de la Orden del Imperio Británico (OBE).

## Juegos Paralímpicos 2020
Kinghorn entre los nueve atletas escoceses que fueron elegidos para competir en los aplazados Juegos Paralímpicos de Verano de 2020. Consiguió la medalla de bronce en los 100 metros categoría T53.